# Matriz de Alexander
Em matemática, uma matriz de Alexander é uma apresentação de matriz para a invariável de Alexandre de um nó. O determinante de uma Alexander matriz é o polinômio de Alexander para o nó.

## Ligações externos
- Weisstein, Eric W. «Alexander matrix». MathWorld (em inglês)